# Palazzo D'Alessandro di Pescolanciano
Il Palazzo D'Alessandro di Pescolanciano è un palazzo storico di Napoli, situato in Piazza Trieste e Trento.

## Storia e descrizione
A partire dal 1536 venne tracciata via Toledo su volontà del celebre viceré Don Pedro Alvarez de Toledo. Negli anni a venire venne completato il reticolo viario degli attuali Quartieri Spagnoli. Nel 1566 il francese Antoine Lafrery pubblicò una pianta della città di Napoli, nella quale è tracciata via Nardones e si nota già un edificio nella posizione occupata oggi dal Palazzo Pescolanciano. Non essendo ancora rinvenuta opportuna documentazione edilizia, non è certa la famiglia che innalzò questa casa dalle fondamenta con le autorizzazioni del tempo, seppur si presume che furono i Tortelli. I D'Alessandro, duchi di Pescolanciano, ereditarono il palazzo nella seconda metà del XVII secolo, grazie al matrimonio tra l'ultima esponente della famiglia Tortelli e Geronimo d'Alessandro (1639-1689). Tale famiglia restò proprietaria del palazzo fino agli anni '20 del XIX secolo. È accertato che nel 1782 venne ospitato negli appartamenti nobili del palazzo il futuro zar Paolo I di Russia con la consorte Sofia Dorotea di Württemberg. E la cosa va collegata al fatto che il duca di Pescolanciano alcuni anni prima aveva dato in affitto un appartamento ad Andrey Razumovsky, primo ambasciatore russo sul suolo italiano. Altro avvenimento importante nella storia dell'edificio è l'incendio che lo danneggiò gravemente il 10 giugno 1798. Non è da escludere che fu un atto doloso eseguito da cospiratori antimonarchici intenzionati a distruggere carteggi e processi politici custoditi da magistrati napoletani del governo Borbonico, dimoranti nel medesimo fabbricato. Infatti, proprio in quei mesi, si andava concludendo uno dei più importanti processi nel Regno contro i congiurati giacobini (che dettero vita l'anno successivo all'effimera Repubblica Napoletana). Il duca Pasquale Maria d'Alessandro fu così costretto a un consistente indebitamento per ricostruire la sua dimora urbana. A partire dal 1820 il figlio Nicola fu costretto a venderlo per salvare la famiglia dalla rovina finanziaria.
Il palazzo si presenta come un massiccio edificio in stile neoclassico di quattro piani più sopraelevazione. Nella composizione della facciata i due piani nobili sono riconoscibili grazie alla presenza di timpani triangolari (il primo) e arcuati (il secondo). Il portale d'ingresso è situato al civico 118 di via Nardones. È frazionato in appartamenti e studi professionali e ospita la sede napoletana del Consolato del Portogallo. Alcune sale presentano decorazioni neoclassiche sui soffitti. Sopravvive anche una cappella privata.